# BWF Super Series

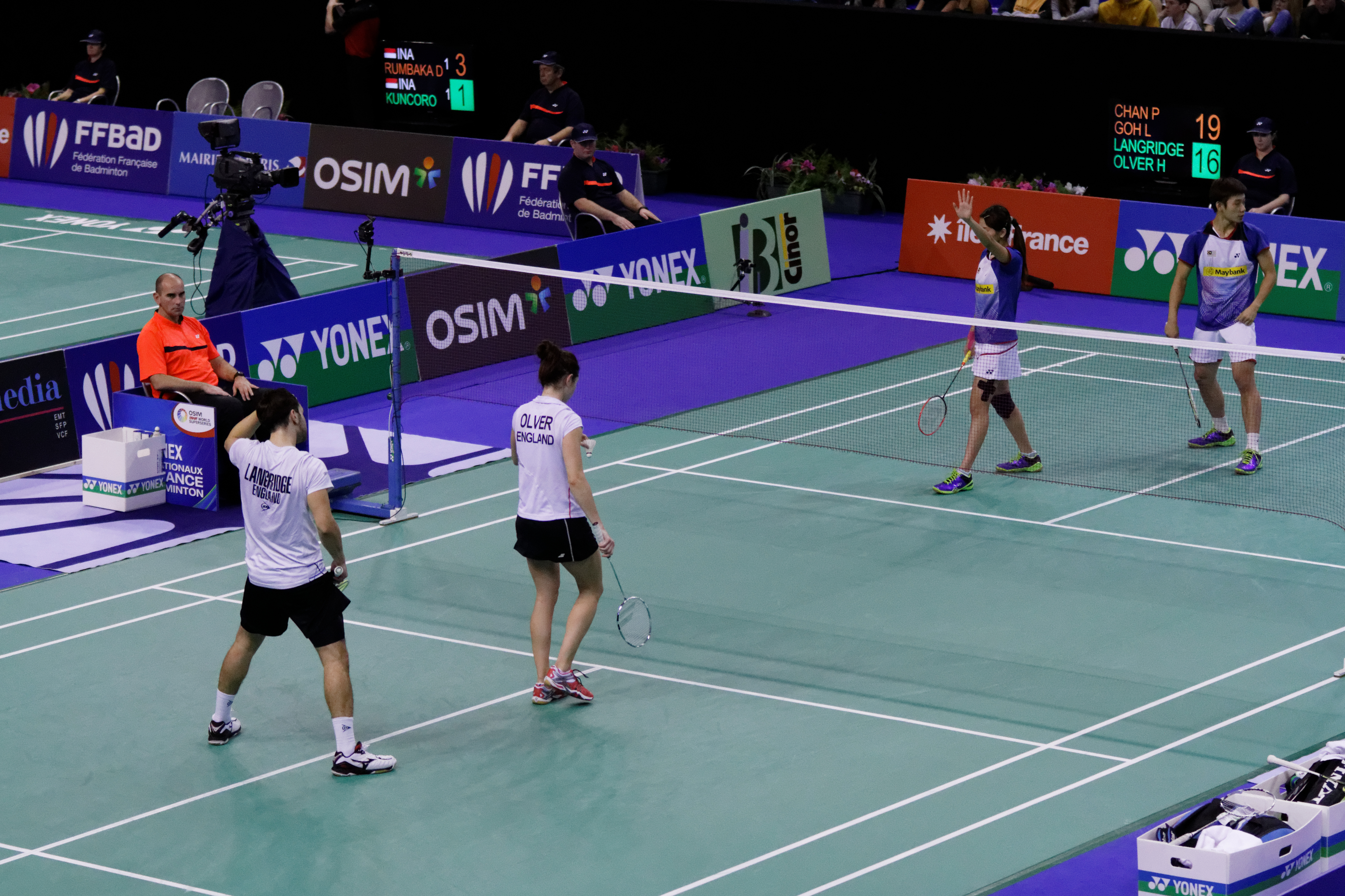

De BWF Super Series zijn een reeks van twaalf toernooien die in het leven geroepen zijn door de Badminton World Federation om het niveau en de aandacht voor de badmintonsport te verhogen. De eerste editie vond plaats in 2007. De beste spelers mogen op het einde van het seizoen deelnemen aan de Masters Finale .

## Prijzengeld
De toernooien van de BWF Super Series hebben een minimaal prijzengeld van 200.000 US$. Zelfs indien er verloren wordt in de eerste ronde krijgt men een deel van het prijzengeld. Dit was tot dan toe ongezien in het badminton.

## Toernooien
De BWF Super Series bestaan uit twaalf toernooien die gehouden worden in elf verschillende landen (in China worden er twee toernooien gehouden): Malaysia Open, Korea Open, All England, Singapore Open, Indonesia Open, India Open, China Masters, Japan Open, Denmark Open, French Open, Hong Kong Open en China Open.
Sinds de editie van 2011 zijn er vijf toernooien die de status van Premier Super Series krijgen: Korea Open, All England, Indonesia Open, Denmark Open en China Open. Deze toernooien zullen minimaal 350.000 US$ prijzengeld aanbieden in 2011 en zelfs 400.000 US$ vanaf 2012. In deze toernooien zijn er ook meer punten voor de ranking te verdienen. De Swiss Open werd in datzelfde jaar vervangen door de India Open.
Sinds 2014 vinden er geen twee toernooien meer plaats in China. De Australian Open vervangt dan de China Masters. De Malaysia Open wordt opgewaardeerd naar een Premier status ten koste van de Korea Open. Ook het prijzengeld zal stapsgewijs verder stijgen tot minimaal 325.000 US$ en tot 600.000 US$ voor een Premier Super Series in 2017.
In elk van de vijf onderdelen (mannen en vrouwen enkelspel, mannen en vrouwen dubbelspel en gemengd dubbelspel) bestaat de hoofdtabel uit 32 spelers of koppels. 28 hiervan zijn rechtstreeks geplaatst voor de hoofdtabel op basis van hun plaats op de wereldranglijst, de 4 andere plaatsen zijn voor de winnaars van de kwalificaties.
| Toernooi      | Seizoen | Seizoen | Seizoen | Seizoen | Seizoen | Seizoen | Seizoen | Seizoen | Seizoen | Seizoen | Seizoen |
| Toernooi      | 2007    | 2008    | 2009    | 2010    | 2011    | 2012    | 2013    | 2014    | 2015    | 2016    | 2017    |
| ------------- | ------- | ------- | ------- | ------- | ------- | ------- | ------- | ------- | ------- | ------- | ------- |
| Zuid-Korea    | ●       | ●       | ●       | ●       | ●       | ●       | ●       | ●       | ●       | ●       | ●       |
| Maleisië      | ●       | ●       | ●       | ●       | ●       | ●       | ●       | ●       | ●       | ●       | ●       |
| All England   | ●       | ●       | ●       | ●       | ●       | ●       | ●       | ●       | ●       | ●       | ●       |
| Zwitserland   | ●       | ●       | ●       | ●       |         |         |         |         |         |         |         |
| Singapore     | ●       | ●       | ●       | ●       | ●       | ●       | ●       | ●       | ●       | ●       | ●       |
| Indonesië     | ●       | ●       | ●       | ●       | ●       | ●       | ●       | ●       | ●       | ●       | ●       |
| Japan         | ●       | ●       | ●       | ●       | ●       | ●       | ●       | ●       | ●       | ●       | ●       |
| China Masters | ●       | ●       | ●       | ●       | ●       | ●       | ●       |         |         |         |         |
| Denemarken    | ●       | ●       | ●       | ●       | ●       | ●       | ●       | ●       | ●       | ●       | ●       |
| Frankrijk     | ●       | ●       | ●       | ●       | ●       | ●       | ●       | ●       | ●       | ●       | ●       |
| China Open    | ●       | ●       | ●       | ●       | ●       | ●       | ●       | ●       | ●       | ●       | ●       |
| Hong Kong     | ●       | ●       | ●       | ●       | ●       | ●       | ●       | ●       | ●       | ●       | ●       |
| India         |         |         |         |         | ●       | ●       | ●       | ●       | ●       | ●       | ●       |
| Australië     |         |         |         |         |         |         |         | ●       | ●       | ●       | ●       |

| ● | Super Series | Super Series | Super Series | ● | Super Series Premier | Super Series Premier | Super Series Premier |

## Masters Finale
Elk seizoen van de BWF Super Series wordt afgesloten met een Masters Finale. De acht beste spelers van de Super Series ranking mogen deelnemen, met een maximum van twee deelnemers per land.